# Рудный, Владимир Александрович
Владимир Александрович Ру́дный (при рождении Иосиф Абрамович Вайсборд; 1913—1984) — советский писатель, журналист, редактор, военный корреспондент.

## Биография
Иосиф Абрамович Вайсборд родился 2 (15 октября) 1913 году в Туле, в еврейской семье. Отец — раввин Абрам-Файба Хаим-Меерович Кац-Вайсборд (1867—1935), представитель известной раввинской династии из Литвы, мать — Хая Берковна Вайшенгольц (1878—1947).   Двоюродный брат отца — раввин Давид Коэн, талмудист, философ, каббалист, «раввин-монах» (ха-рав ха-назир). В семье было семеро детей: пять дочерей и двое сыновей. После Октябрьской революции отец с семьёй дочери Мины уехал из России. 
До войны работал корреспондентом в газете «Вечерняя Москва», писал под псевдонимом Владимир Рудный. 

Великая Отечественная война застала Владимира Рудного в Таллине. Хотя по состоянию здоровья Рудный был освобождён от военной службы, он добровольно остался в оперативной группе Политического управления Балтийского флота. В октябре 1941 года он прибыл на полуостров Ханко, где стал свидетелем героической обороны полуострова, длившейся 164 дня. Он написал проект известного обращения защитников полуострова Ханко к защитникам Москвы. Оно было опубликовано в «Правде» 2 ноября 1941 года. После чего о Ханко заговорила центральная печать.
«Дорогие москвичи!
<...> На суровом скалистом полуострове, в устье Финского залива стоит несокрушимая крепость Балтики — Красный Гангут. Пятый месяц мы защищаем ее от фашистских орд, не отступая ни на шаг.
Враг пытался атаковать нас с воздуха, — он потерял 48 «Юнкерсов» и «Мессершмиттов», сбитых славными летчиками Бринько, Антоненко, Бископ и их товарищами.
Враг штурмовал нас с моря, — на подступах к нашей крепости он потерял 2 миноносца, сторожевой корабль, подводные лодки, торпедные катера и десятки катеров шюцкоровцев, истребителей, мотоботов, баркасов, шлюпок и лайб, устилая дно залива трупами своих солдат.
Враг яростно атаковал нас с суши, — но и тут потерпел жестокое поражение. Тысячи солдат и офицеров погибли под ударами гангутских пулеметчиков, стрелков и комендоров. Мы отразили все бешеные атаки отборных немецко-финских банд. В кровопролитном бою мы заняли еще 17 новых стратегически важных финских островов.
Теперь враг пытается поколебать нашу волю к борьбе, жестоко бомбардируя нашу территорию круглосуточной орудийной канонадой и шквалом минометного огня. За 4 месяца по нашему крохотному полуострову фашисты выпустили больше 350 тысяч снарядов и мин. <...>

Месяцы осады сроднили нас всех боевой дружбой. Мы научились переносить тяготы и лишения, сохранять бодрость духа в самые тяжелые минуты, находить выход тогда, когда кажется нет уже возможности его найти. <...>».
В апреле 1942 года Рудный стал военным корреспондентом газеты «Красный флот», участвовал боях на Таманском полуострове, Балтике, Севере. Как корреспондент объездил весь фронт — от Черного моря до Баренцева. Под Будапештом был тяжело контужен. 
Член ВКП(б) с 1944 года.
Многие заметки, статьи, очерки Рудного были посвящены воинам-североморцам.  Владимир Рудный много сделал для того, чтобы гражданских моряков ледокольного и торгового флота, участников советских арктических конвоев признали участниками Великой Отечественной войны.
В 1955—1957 годах Владимир Александрович был редактором писательской многотиражки «Московский литератор», публиковался в газете «Правда».
Был редактором альманаха «Литературная Москва». Когда в конце 1960-х годов началась кампания против Александра Солженицына, Лидия Чуковская прятала его рукописи в доме у Рудного. А когда на писательском партийном собрании хотели принять резолюцию, осуждающую Солженицына, Владимир Александрович высказался против. Рудный был «настолько ненавидим конъюнктурщиками старого закала, что Софронов в одной из пьес вывел его под фамилией Медный».
Владимир Рудный — автор романа «Гангутцы», увековечившего оборону Ханко, и книг о советских адмиралах — о Н. Г. Кузнецове, которого он хорошо знал, об И. С. Исакове.  Когда в 1971 году отмечали 30-летие обороны Ханко, Владимир Александрович Рудный организовал в ЦДЛ вечер — встречу участников обороны Ханко и Москвы.
Умер в 1984 году после четвертого инфаркта.

## Награды
- орден Отечественной войны I степени (25.10.1945)
- орден Отечественной войны II степени (16.6.1944)[6]
- 12 медалей

## Семья
- Братья и сестры:  Ида (Бася-Ида) Абрамовна Вальковская-Вайсборд (1897—1974), переводчик; Мина Абрамовна Вайсборд (в замуж. Кругликова; 1900—1993); Мендель Абрамович Вайсборд (1902—1980), инженер; Роза (Роза-Рахиль) Абрамовна Вайсборд (1904—1970); Софья (Шифра) Абрамовна Городецкая-Вайсборд (1906—1986); Эстер Абрамовна Васйсборд (в замуж. Альперович; 1909—1999). Мать и сёстры Владимира Рудного похоронены на Востряковском кладбище в Москве (семейное захоронение).
- Жена (с 1941 г.) — Лидия Фёдоровна Рудная (ок.1920—1996), переводчица с немецкого языка. Лидия Федоровна — немка по национальности, её сестра была репрессирована в 1937 году[7]. 
  - Дочь — актриса Рудная, Наталья Владимировна
    - Внучка — Смирнова, Авдотья Андреевна.
    - Внучка — Смирнова, Александра Андреевна.